# Choisir la vie
Pour les articles homonymes, voir Choisir.
Choisir la vie est une association française du mouvement anti-avortement.

## Historique
Le 3 juillet 1982, Michel Raoult et des militants anti-avortements créent l'« Association pour l'objection de conscience à toute participation à l'avortement » (AOCPA). Cette association a pour objet premier de s'opposer par l'objection de conscience des contribuables au remboursement de l'avortement en les encourageant à déduire de leurs impôts la part affectée à financer l'IVG.
Le 17 janvier 1988, l'association rassemble plusieurs milliers de personnes pour protester contre l'avortement légal. Au comité de parrainage de cette marche, figurent notamment Jean Guitton, Michel Mohrt, Eugène Ionesco, Alfred Sauvy, Jeanne Bourin, Si Hamza Boubakeur et les pères Guy Gilbert et Joseph Wresinski[réf. non conforme].
À partir de 1991, l'association est active dans l'opposition à la RU 486.
L'association change de nom en 1994 pour devenir « Choisir la vie - Association pour l'objection de conscience à l'avortement ».
Le 27 mars 2002, Michel Raoult, qui est conseiller municipal de Nanterre, meurt lors de la tuerie de Nanterre. Sa fille, Cécile Edel reprend la présidence de l'association.
L'association coorganise chaque année à Paris depuis 2005 la Marche pour la vie.
Son antenne pour les professionnels de la santé s'appelle « Nos mains ne tueront pas ».
En mai 2020, l'association cosigne un appel à propos de l'Église catholique et des conséquences de la crise de la pandémie de Covid-19. Lancé à l'initiative de Mgr Carlo Maria Viganò (« appel pour l’Église et pour le monde aux fidèles catholiques et aux hommes de bonne volonté ») avec nombre de prélats et personnalités catholiques ultraconservatrices, ce texte est jugé complotiste par certains médias catholiques,[pas clair]

## Présidents
- Michel Raoult (1982-2002)
- Cécile Edel (2002-2020)
- Odile Guinnepain (2020-2021)

## Publication
L'association publie un journal éponyme, publié en Suisse.